# Pseudocentrum
Pseudocentrum es un género de orquídeas perteneciente a la subfamilia Orchidoideae.

## Especies dePseudocentrum
A continuación se brinda un listado de las especies del género Pseudocentrum aceptadas hasta mayo de 2011, ordenadas alfabéticamente. Para cada una se indica el nombre binomial seguido del autor, abreviado según las convenciones y usos y la publicación válida.
1. Pseudocentrum bursarium Rchb.f., Linnaea 41: 53 (1876).
2. Pseudocentrum guadalupense Cogn. in I.Urban, Symb. Antill. 6: 352 (1909).
3. Pseudocentrum hoffmannii (Rchb.f.) Rchb.f., Linnaea 41: 53 (1876).
4. Pseudocentrum macrostachyum Lindl., J. Proc. Linn. Soc., Bot. 3: 64 (1859).
5. Pseudocentrum minus Benth., Hooker's Icon. Pl. 14: t. 1382 (1883).
6. Pseudocentrum purdii Garay, Bot. Mus. Leafl. 26: 4 (1978).
7. Pseudocentrum sylvicolum Rchb.f., Flora 69: 548 (1886).